# آمبینیا
آمبینیا (به فرانسوی: Ambiegna) یک کمون در فرانسه است که در Canton of Cruzini-Cinarca واقع شده‌است.

## خصوصیات
آمبینیا ۶٫۱۲ کیلومترمربع مساحت و ۵۹ نفر جمعیت دارد و ۴۰۰ متر بالاتر از سطح دریا واقع شده‌است.

## نگارخانه

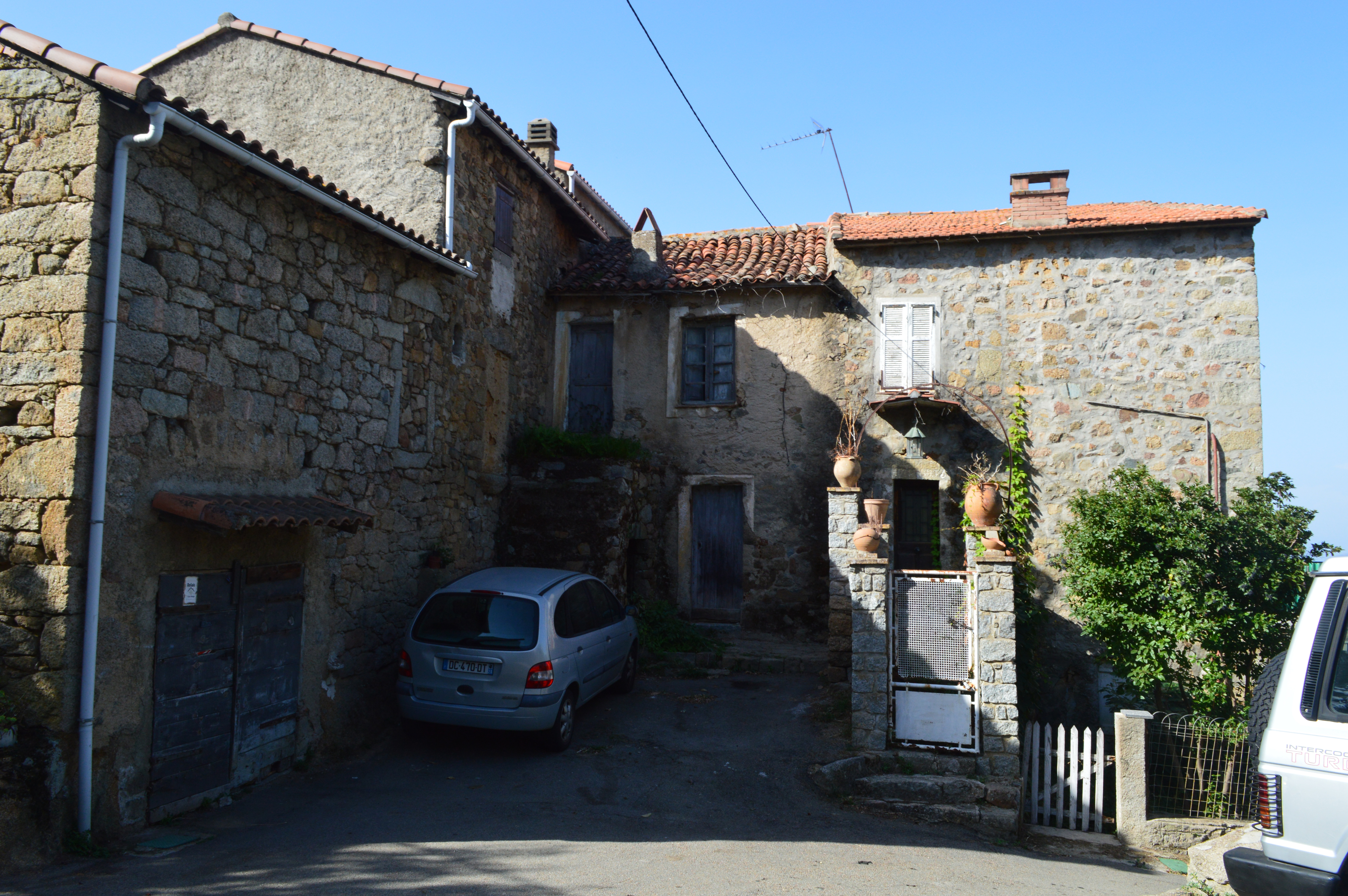
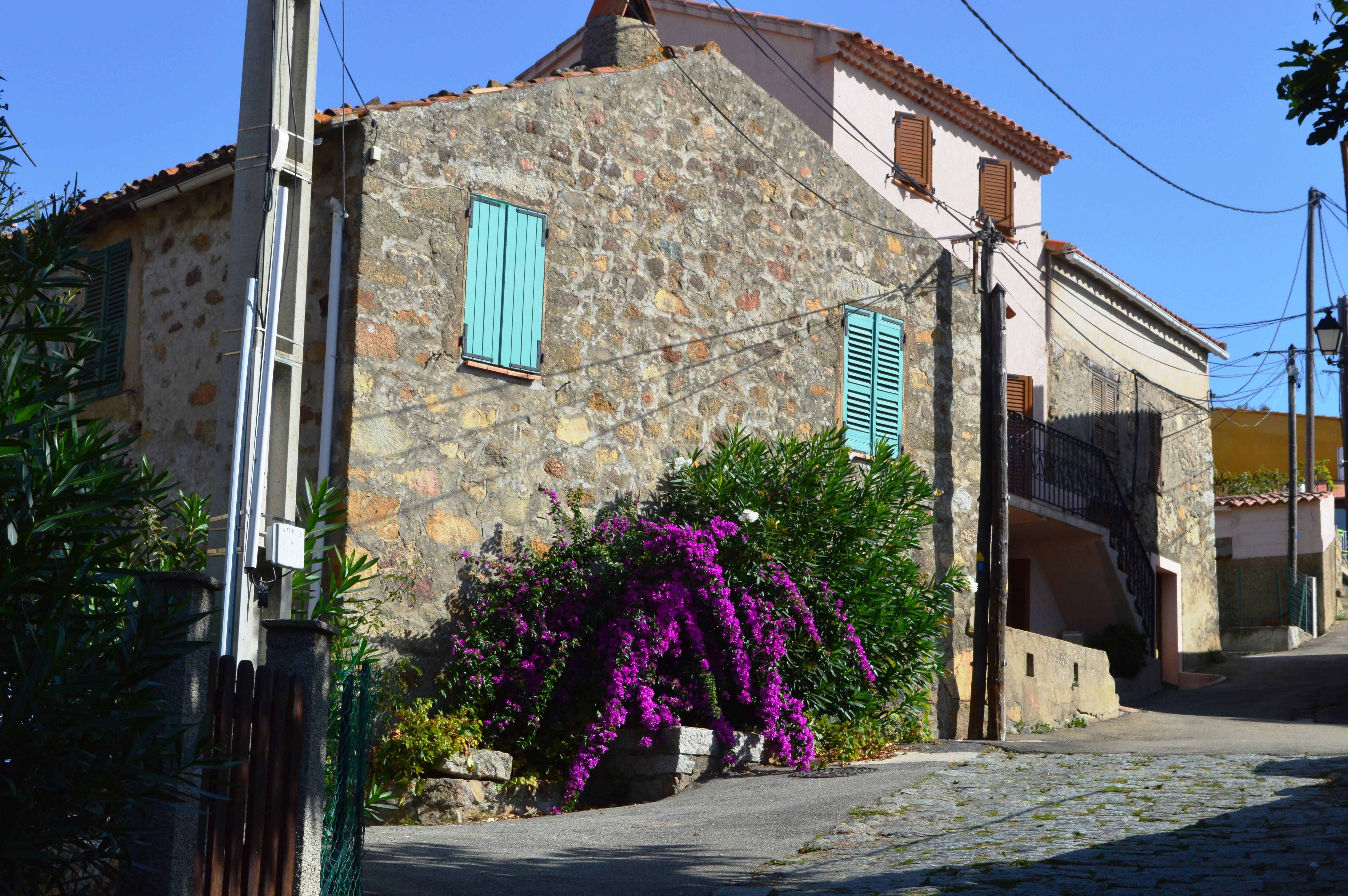
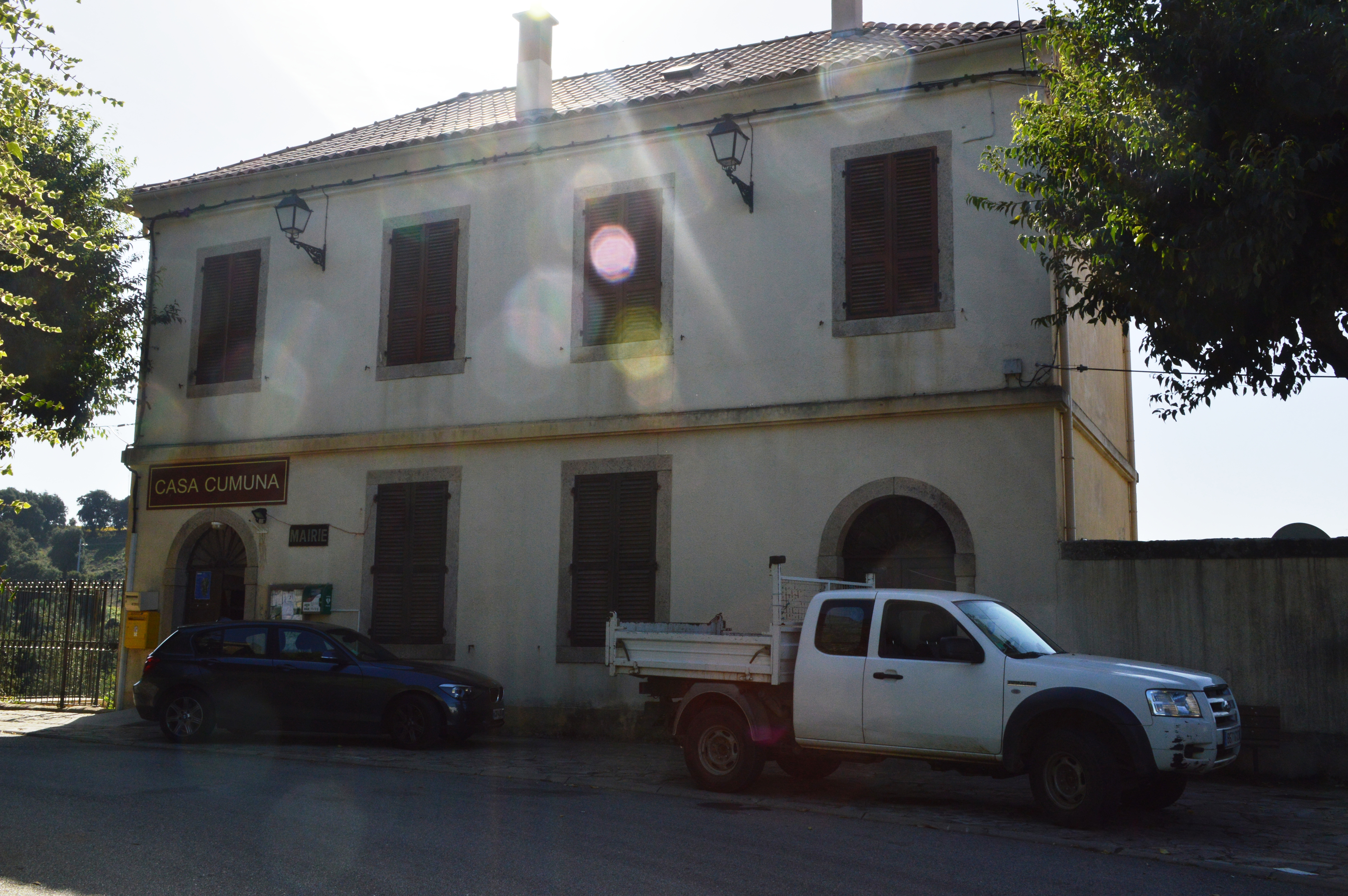
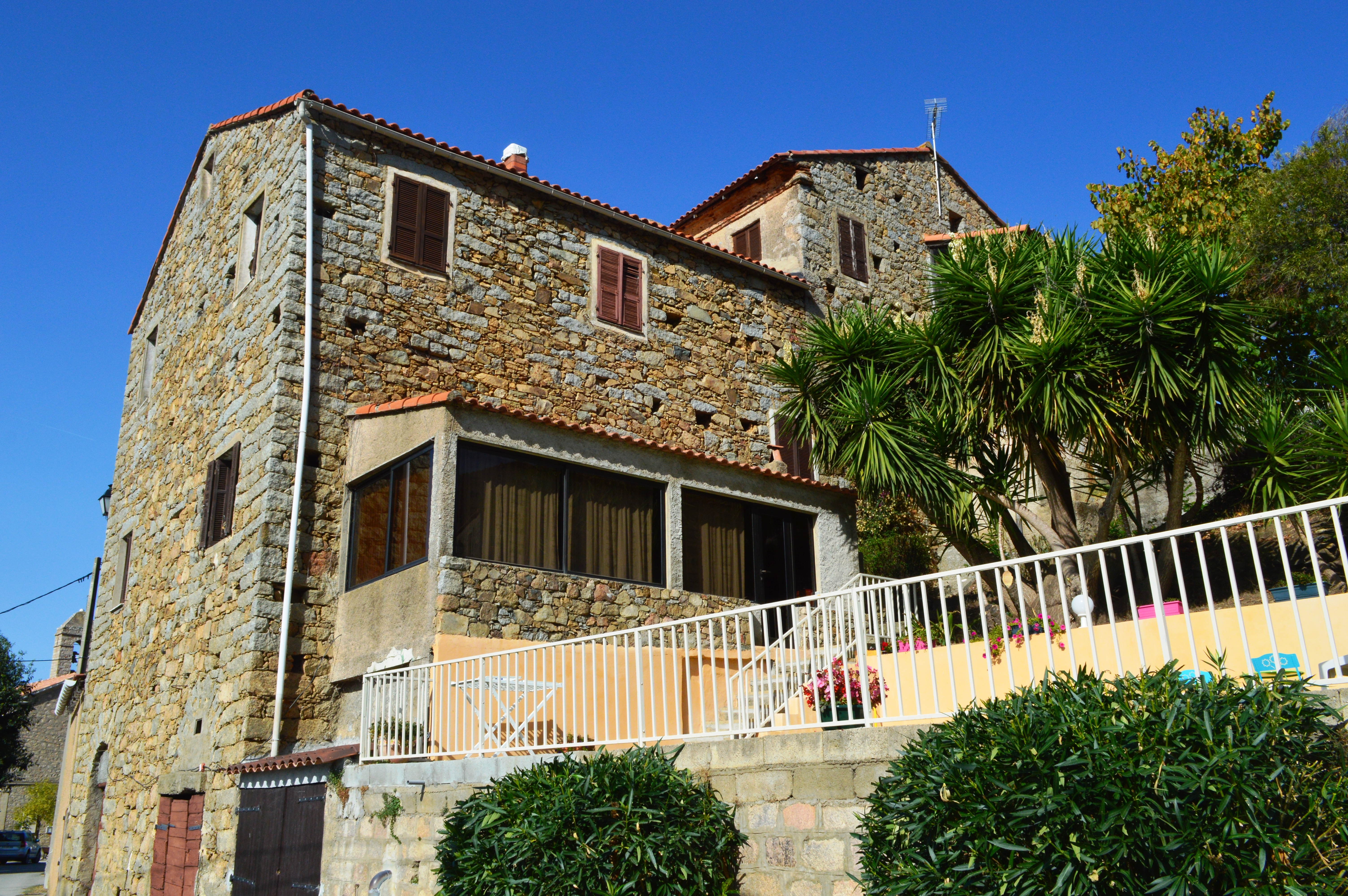
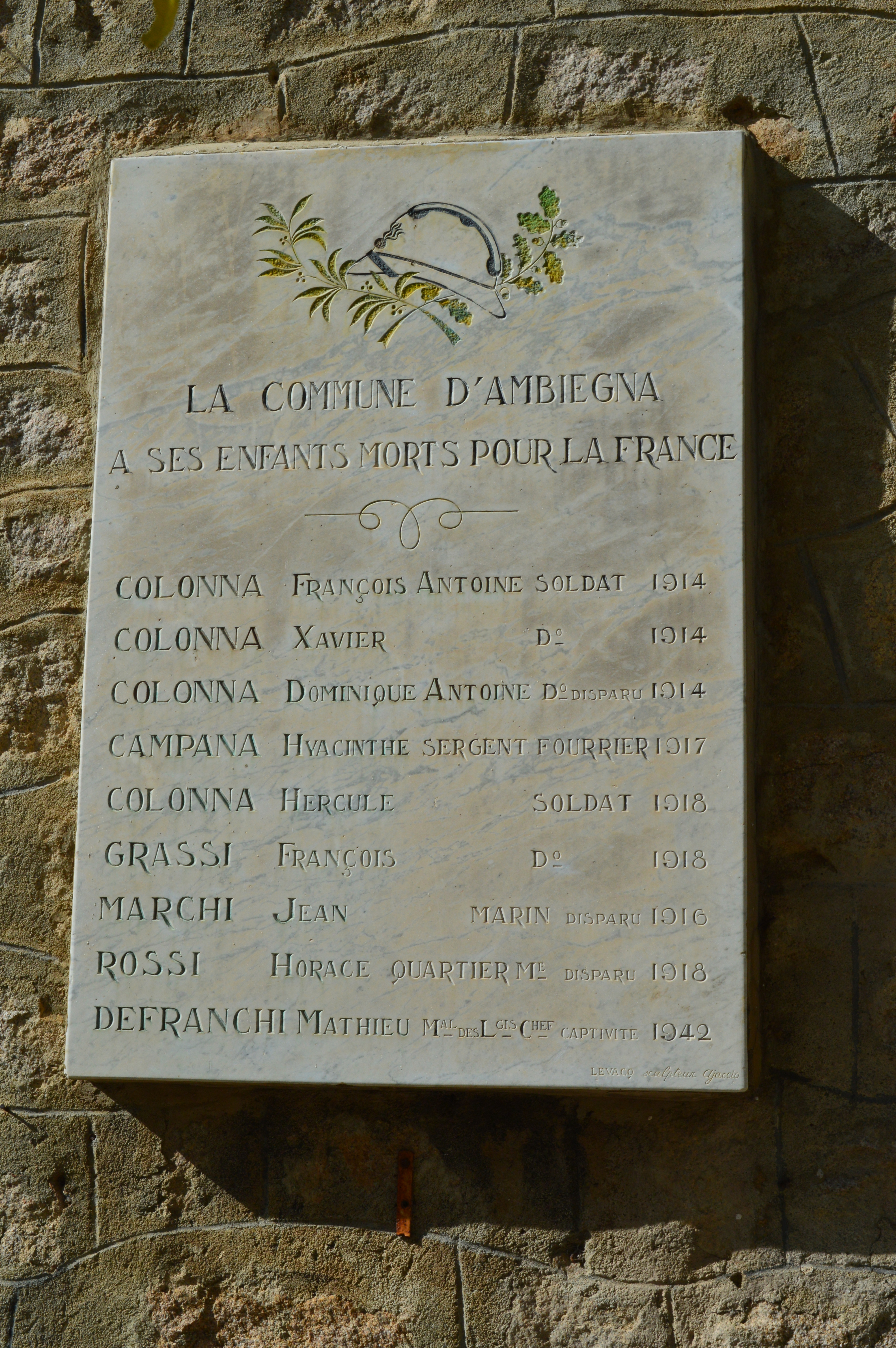
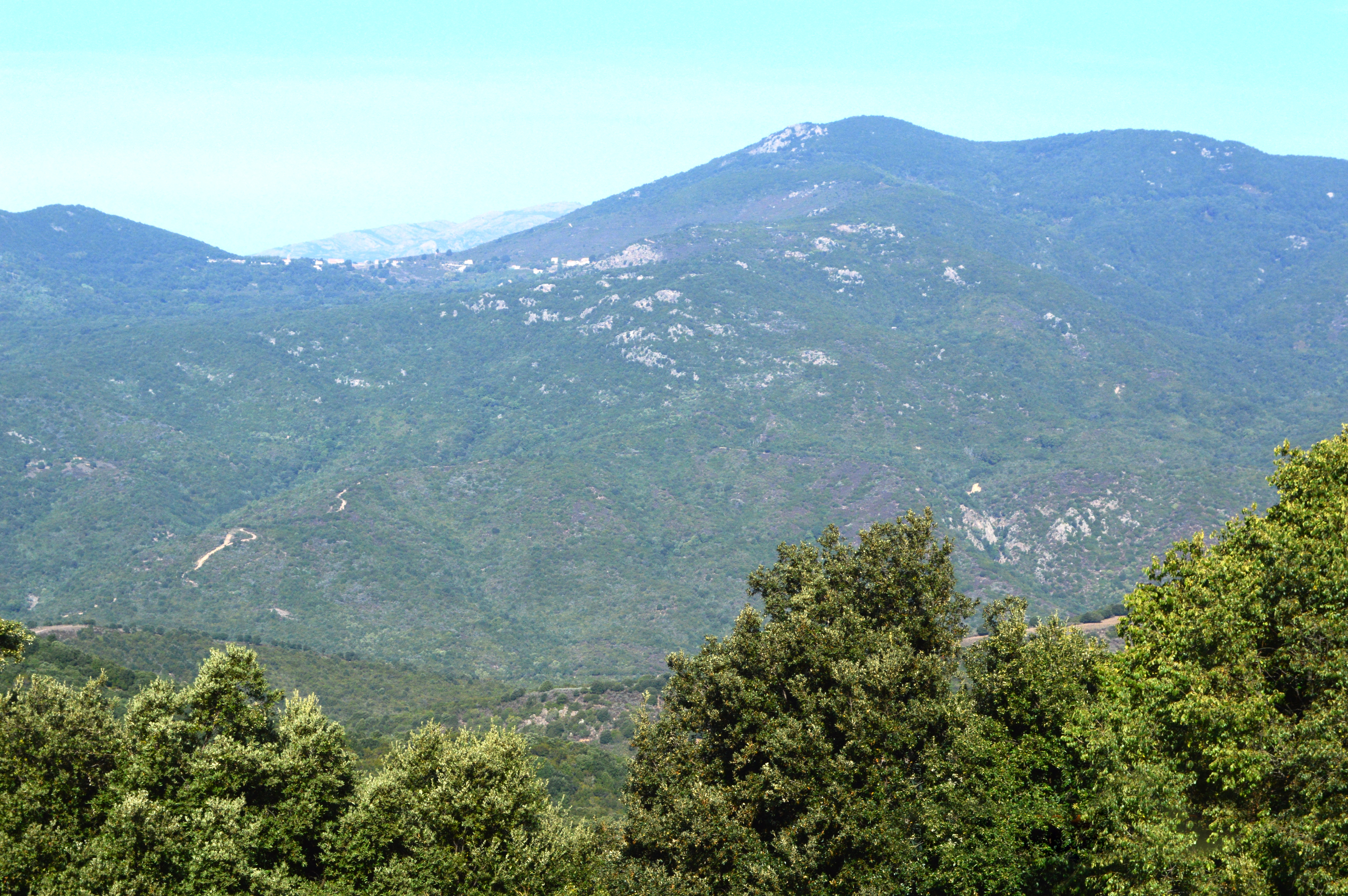
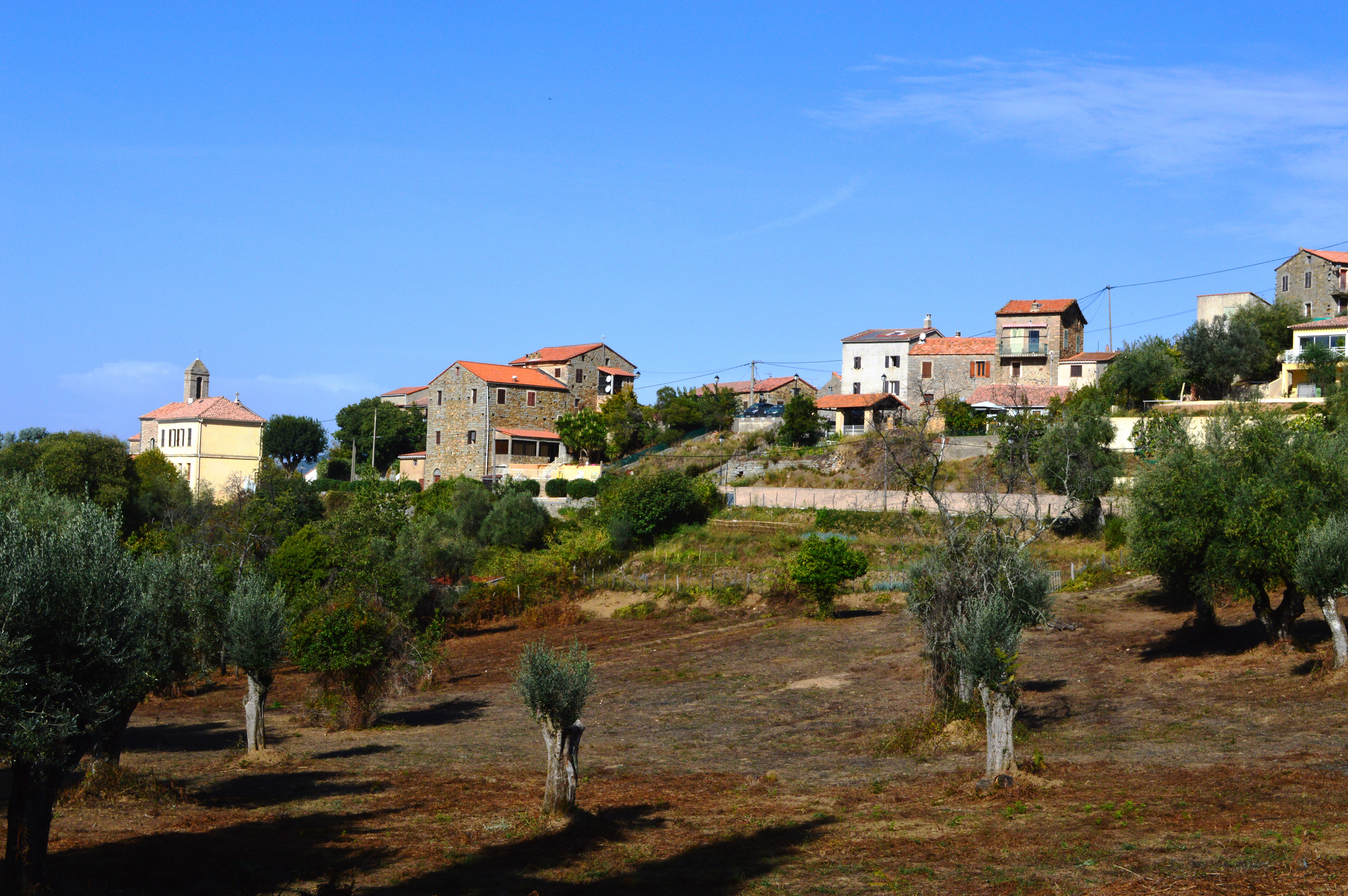
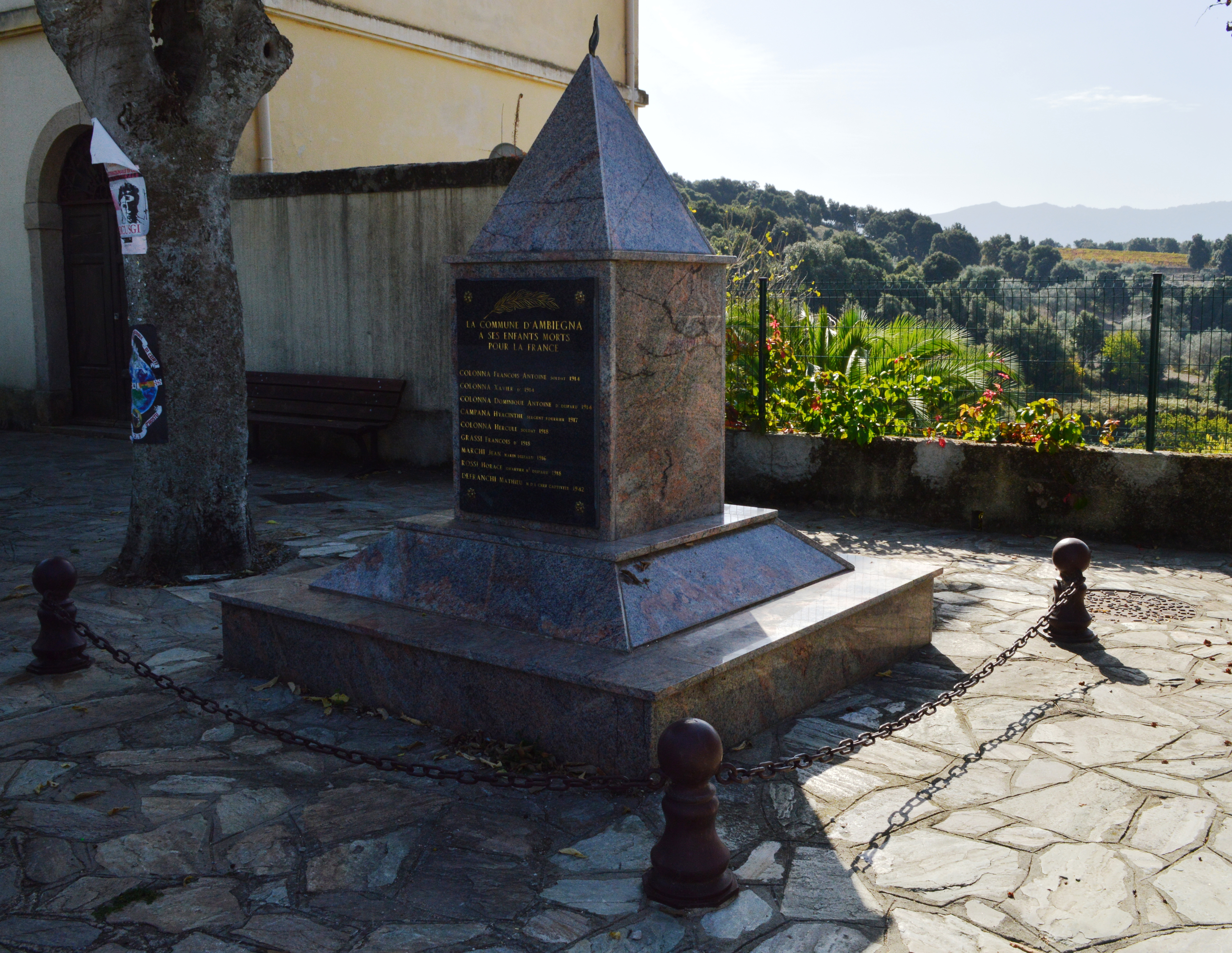